# Fritz Nobe
Fritz Nobe (* 24. Oktober 1880 in Dresden; † 5. Mai 1945 in Oslo) war ein deutscher Admiralstabsintendant der Kriegsmarine.

## Leben

### Karriere
Fritz Nobe war als Leutnant der Reserve (Beförderung am 24. Juni 1907 und zur Reserve des 1. Königlich Sächsischen Leib-Grenadier-Regiments Nr. 100) im Mai 1914 in die Intendanturlaufbahn gewechselt. Am 1. November 1915 wurde er Intendaturassessor.
1931 war er als Oberregierungsrat in der Abteilung für Werftverwaltungsangelegenheiten im Allgemeinen Marineamt.
1936 war er als Werft-Verwaltungsdirektor Direktor der Verwaltungsressorts der Marinewerft Wilhelmshaven. Von Februar 1939 bis Juni 1943 war er Chefintendant der Marineintendantur Wilhelmshaven. In dieser Funktion war er u. a. mit dem Ausbau der Marineeinrichtungen in Wilhelmshaven befasst. Am 1. Oktober 1942 wurde er zum Generalstabsintendanten der Marine ernannt. Von Juli 1943 bis April 1945 war er Intendant beim Wehrmachtsbefehlshaber in Norwegen. Am 1. Mai 1944 erfolgte seine Umernennung vom Werft-Verwaltungsdirektor zum Admiralstabsintendant.

### Familie
Am 11. November 1915 heiratete er in Dresden Irmgard Kobligk (1888–1945).
Am 5. Mai 1945 beging er in Norwegen Selbstmord. Ende 1945 brachten sich in Wilhelmshaven auch seine Frau und seine Tochter Ruth selbst um.